# Palaemonetes
Los camarones fantasmas (Palaemonetes) son un género de crustáceos decápodos paleomónido. Sus especies habitan en agua dulce y salobre.
Su denominación común refiere a la transparencia que posee su cuerpo en vida, la que permite observar a través de él lo que se encuentra por detrás, otorgándole así al animal un adecuado camuflaje con su entorno inmediato, manteniéndose protegido aunque se traslade a otro micro ambiente próximo.
Poseen el primer par de pereiopodios acabados en sendas pinzas, y el carpo de la segunda pareja de pereiopodios no está subdividido. Cuentan con un estómago simple, el que se compone de una cámara cardíaca y otra denominada pilórica, la que exhibe paredes delgadas las que forman una bolsa con numerosos repliegues. A diferencia de lo habitual en otros camarones, no presentan estructuras calcáreas o quitinosas.
Su dieta es omnívora aunque predan mayormente sobre elementos animales de la comunidad litoral-bentónica.
La hembra pone una elevada cantidad de pequeños huevos, de los que eclosionan minúsculas larvas similares a la forma adulta, aunque menos desarrolladas.
Ha sido estudiada la capacidad de estos camarones para ser controladores naturales efectivos de las larvas de mosquitos.

## Taxonomía
Este género fue descrito originalmente en el año 1869 por el zoólogo austríaco, especializado en crustáceos, Camill Heller.
Especies

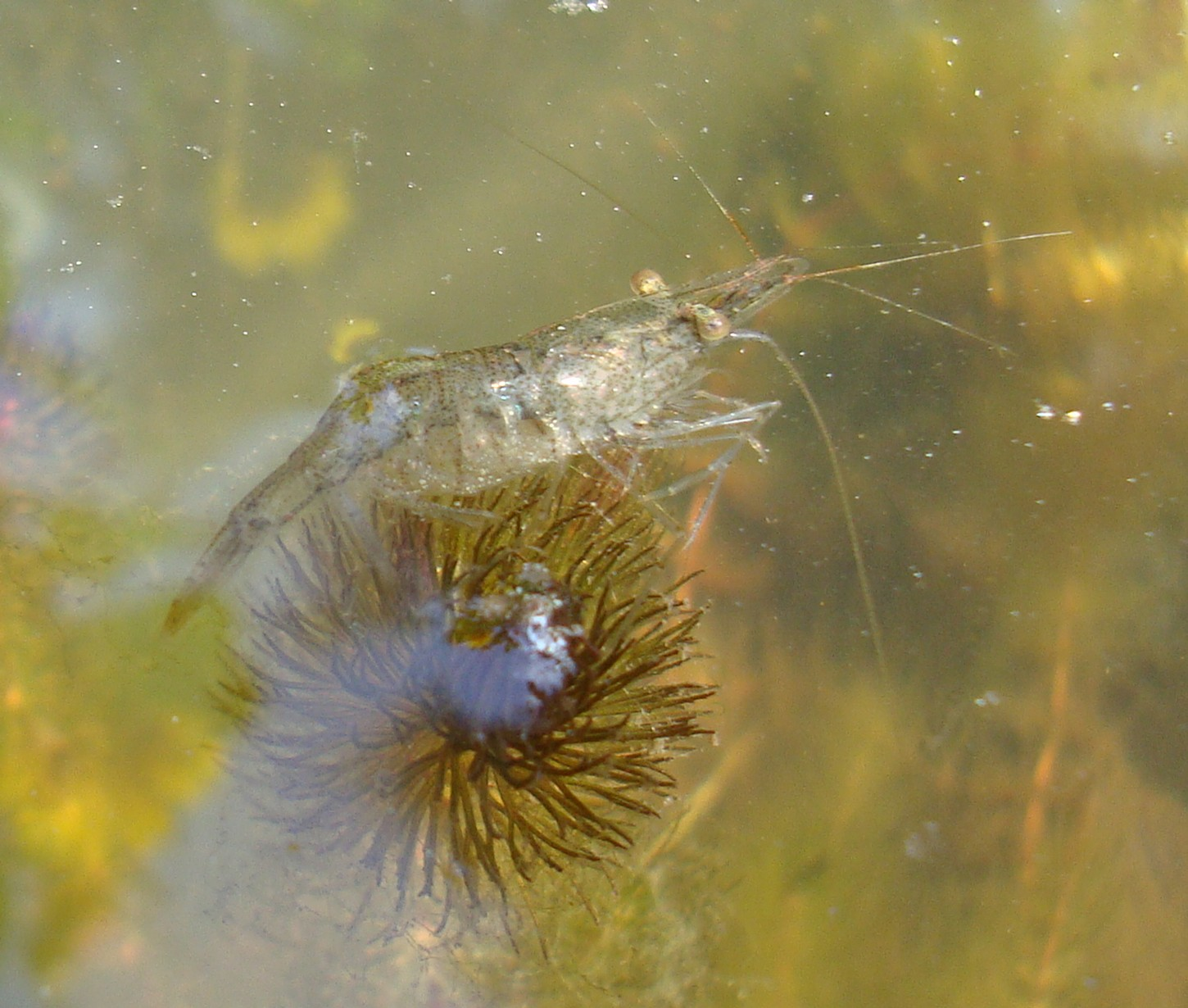
Palaemonetes antennarius.

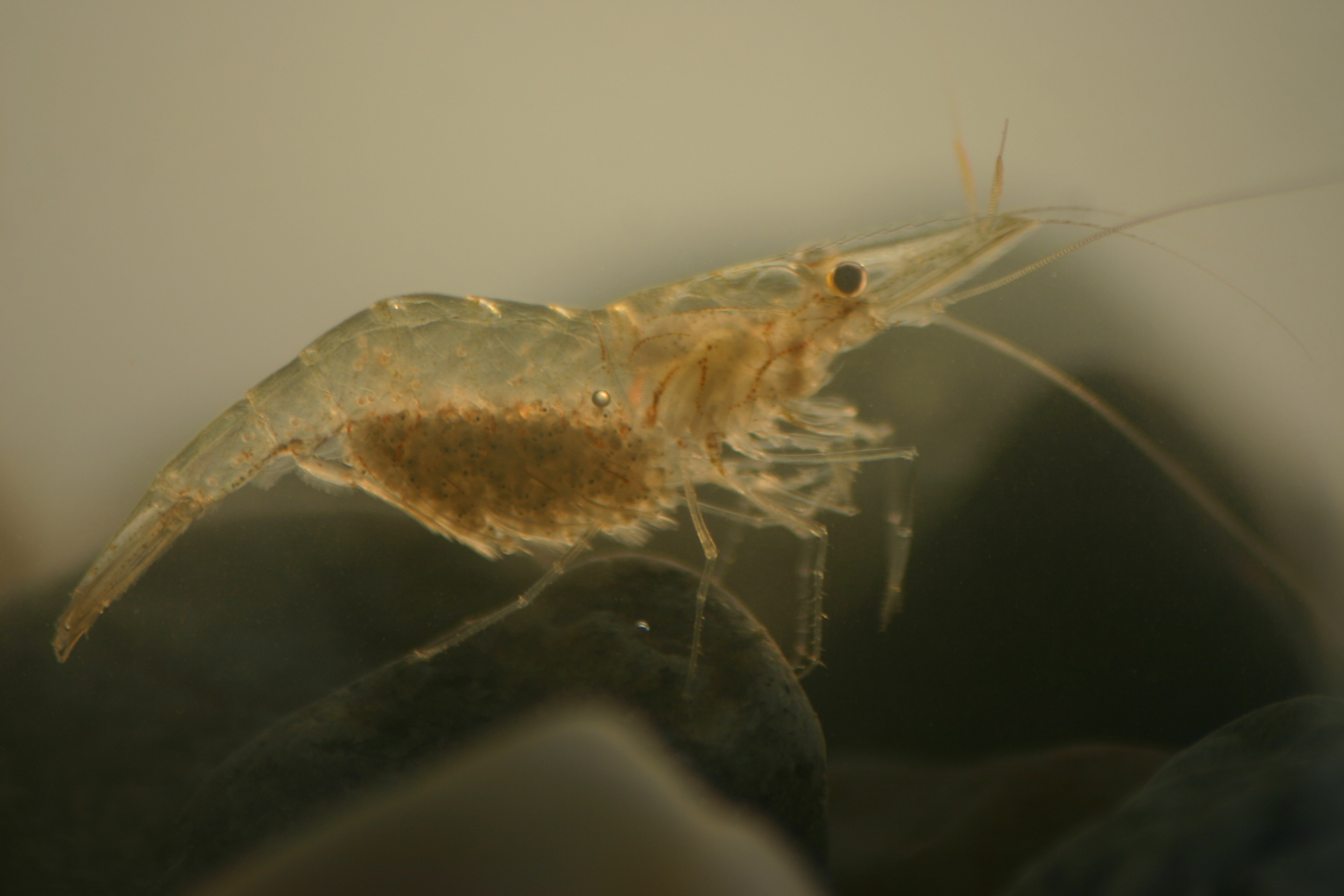
Palaemonetes pugio.

Se subdivide en las siguientes especies:
- Palaemonetes africanus Balss, 1916
- Palaemonetes antennarius (H. Milne-Edwards, 1837)
- Palaemonetes antrorum Benedict, 1896
- Palaemonetes argentinus Nobili, 1901
- Palaemonetes atrinubes Bray, 1976
- Palaemonetes australis Dakin, 1915
- Palaemonetes camranhi Nguyên, 1997
- Palaemonetes carteri Gordon, 1935
- Palaemonetes cummingi Chace, 1954
- Palaemonetes granulosus Rodríguez de la Cruz, 1965
- Palaemonetes hiltoni Schmitt, 1921
- Palaemonetes hobbsi Strenth, 1994
- Palaemonetes intermedius Holthuis, 1949
- Palaemonetes ivonicus Holthuis, 1950
- Palaemonetes kadiakensis Rathbun, 1902
- Palaemonetes karukera Carvacho, 1979
- Palaemonetes lindsayi Villalobos Figueroa & H. H. Hobbs Jr., 1974
- Palaemonetes mercedae S. Pereira, 1986
- Palaemonetes mesogenitor Sollaud, 1912
- Palaemonetes mesopotamicus Pesta, 1913
- Palaemonetes mexicanus Strenth, 1976
- Palaemonetes octaviae Chace, 1972
- Palaemonetes paludosus (Gibbes, 1850)
- Palaemonetes pugio Holthuis, 1949
- Palaemonetes schmitti Holthuis, 1950
- Palaemonetes sinensis (Sollaud, 1911)
- Palaemonetes suttkusi Smalley, 1964
- Palaemonetes texanus Strenth, 1976
- Palaemonetes tonkinensis
- Palaemonetes turcorum Holthuis, 1961
- Palaemonetes varians (Leach, 1813)
- Palaemonetes vulgaris (Say, 1818)
- Palaemonetes zariquieyi Sollaud, 1938